# 印度尼西亚风筝博物馆
印度尼西亚风筝博物馆 (英語： 或 英語：) 是一座位于印度尼西亚南雅加达行政市以风筝为主题的博物馆。也是印度尼西亚第一座风筝博物馆。博物馆展出了超过600件风筝作品。

## 历史
2003年3月24日由印尼文化专家Endang Ernawati创建，由于她非常喜爱风筝，故收集印度尼西亚和全球各式各样的风筝。